# Handhaken

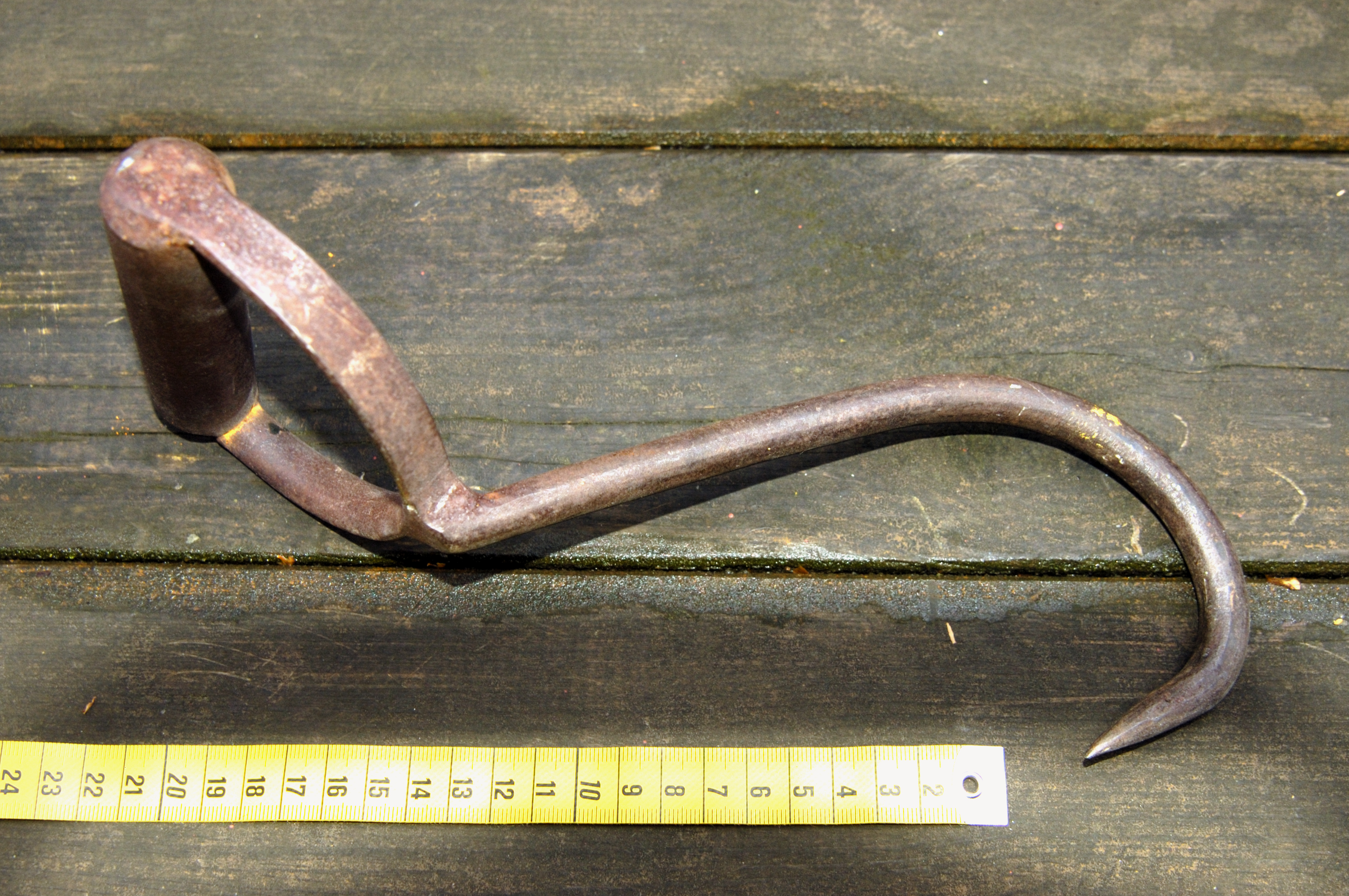
Handhaken

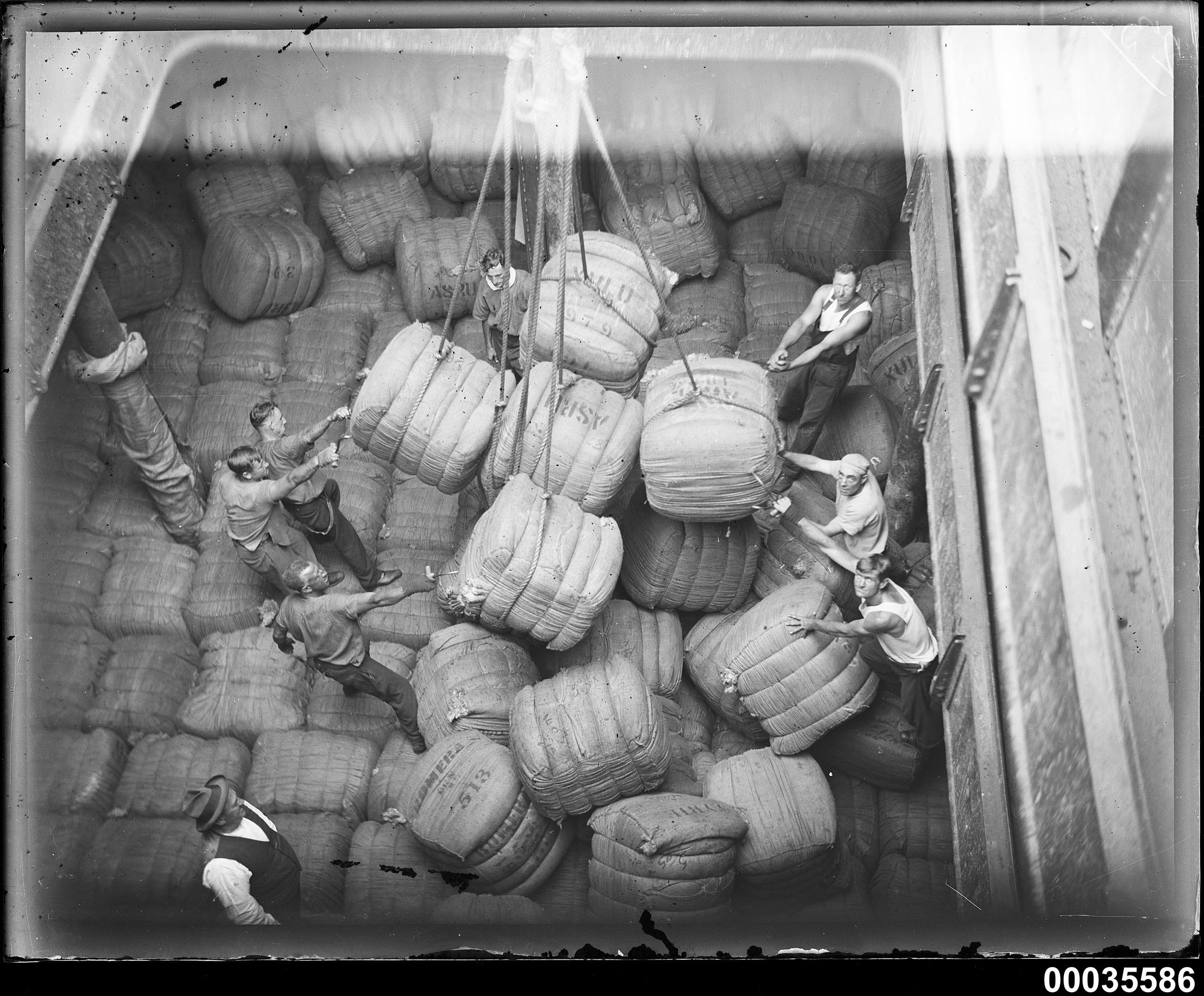
Stauer mit Handhaken verstauen Wolleballen im Laderaum der Magdalene Vinnen II (1933)

Ein Handhaken (auch Schauer- oder Sack-/Stauhaken) ist ein Hilfsmittel zum Greifen, Bewegen und Tragen von Jutesäcken, Ballen und sonstigen, schweren Packstücken. Er wurde vorrangig im Hafenumschlag vor der Containerisierung benutzt. Der Handhaken soll nur für Packstücke verwendet werden, die durch dieses Hilfsmittel nicht beschädigt werden können oder die nicht mit einem Verbot zur Verwendung von Handhaken markiert sind.
Neben der Verwendung im Hafenumschlag wird der Handhaken auch bei Speditionen und der Handhabung von Fischkisten in Fischereihäfen eingesetzt. In der Forstwirtschaft heißt er auch Packhaken. In der fleischverarbeitenden Industrie ist er Hilfsmittel zum Bewegen großer Fleischteile und dem Jäger dient er zum Bergen von erlegtem Wild. In beiden letzteren Fällen sind die Handhaken aus hygienisch unbedenklichem Material gefertigt.
Bestand die Gefahr, dass der Handhaken den Jutesack soweit beschädigte, dass sein Inhalt herausrieseln könnte, wurde an dessen Stelle die Zuckerklatsche benutzt. Dies war besonders bei feinkörnigen Materialien, wie zum Beispiel Zucker, der Fall. Ein weiteres verwendetes Hilfsmittel zum Bewegen von Jutesäcken war der Griepen.